# Sân bay Tam Nữ Hà Đường Sơn
Sân bay Tam Nữ Hà Đường Sơn (tiếng Trung: 唐山三女河机场) (IATA: TVS, ICAO: ZBTS) hay còn gọi là Căn cứ Không quân Đường Sơn là một sân bay phục vụ cho cả hoạt động quân sự và dân dụng của thành phố Đường Sơn, tỉnh Hà Bắc, Trung Quốc. Nó nằm gần làng Tam Nữ Hà, cách trung tâm Phong Nhuận của thành phố Đường Sơn khoảng 20 km. Sân bay này được khánh thành vào ngày 13 tháng 7 năm 2010.

## Hãng hàng không và tuyến bay
| Hãng hàng không   | Các điểm đến        |
| ----------------- | ------------------- |
| Hainan Airlines   | Quảng Châu          |
| Shanghai Airlines | Thượng Hải-Phố Đông |
| Spring Airlines   | Thạch Gia Trang     |